# Généralissime (jeu vidéo)
Cet article concerne le jeu vidéo. Pour le grade militaire, voir Généralissime. Pour la franchise appelée Axis and Allies, voir Axis and Allies (homonymie).
Généralissime (Axis and Allies: The Ultimate WWII Stategy Game en anglais) est un jeu vidéo de stratégie au tour par tour sorti en 1998 sur PC. Le jeu a été développé par Meyer/Glass Interactive puis édité par Hasbro Interactive. C'est une adaptation du jeu de plateau Axis and Allies.